# Lovćen
Lovćen är ett berg i Montenegro, 7 kilometer väster om Cetinje, 1758 meter över havet.
Lovcén befästes av Serbien före första världskriget, och under offensiven mot Montenegro stormades befästningen av Österrike-Ungern januari 1916.